# Le Retour de Martin Guerre
Le Retour de Martin Guerre és una pel·lícula francesa dirigida per Daniel Vigne, estrenada el 1982. És la versió ficcionada d'una relació publicada el 1561 pel jutge Jean de Coras de l'afer Martin Guerre que havia investigat. Aquest cas va suposar el retorn al seu poble natal d'un pagès del qual feia uns deu anys sense saber-ne. Encara que explica molts detalls de la seva vida anterior, Martin és acusat per alguns vilatans de robatori d'identitat. Alexandre Dumas tracta extensament aquesta història a la novel·la històrica Les Deux Diane (1846).
La pel·lícula va ser objecte d'una adaptació nord-americana, Sommersby, amb Jodie Foster repetint el paper interpretat per Nathalie Baye, i una adaptació a Timor Oriental, A Guerra da Beatriz.

## Argument
A mitjans del s.XVI un retornat de la guerra va arribar al poble natal d'Artigat. Es reconeix que l'home és Martin Guerre, marit de Bertrande de Rols a qui va abandonar nou hiverns abans per allistar-se als exèrcits del rei que van ser derrotats pels de Felip II d'Espanya a la batalla de Sant Quintí (1557). Ho sap tot de la vida del poble i de la vida matrimonial dels dos cònjuges i reprèn la vida juntament amb Bertrande. Al cap d'un temps, els vagabunds identifiquen el suposat Martin com Arnaud, del poble veí de Tihl, un soldat que haurien conegut amb Martin Guerre a Sant Quintí. Els vilatans no els creuen fins al dia que l'intrus reclama la seva part d'herència a Pierre Guerre, l'oncle de Martin, que va tenir cura de la seva dona i el seu fill després de la seva desaparició. Pierre Guerre denuncia llavors Arnaud du Tihl per robatori d'identitat i s'inicia un judici que podria conduir a la condemna a mort de l'acusat, la condemna de Bertrande per adulteri i la declaració de bastardia dels seus fills.
L'acusat es defensa amb arguments sòlids basats en el que sap de les confidències del seu company Martin Guerre complementats amb el que va aprendre dia a dia a Artigat. Bertrande està al seu costat. Instruït per Jean de Coras, assessor del Parlament de Tolosa, el cas va ser portat davant aquest tribunal superior que va considerar una absolució, sobretot a partir del testimoni de Bertrande. És llavors quan apareix inesperadament un testimoni d'una sola cama, la semblança del qual amb el veritable Martin Guerre és sorprenent. Al final d'un enfrontament, Arnaud du Tihl admet que va ser soldat amb Martin Guerre, que aquest li va dir que mai tornaria al seu poble, i que havia decidit ocupar el seu lloc en el moment en què els primers habitants d'Artigat el prengué per camarada. Aleshores, Bertrande canvia el seu testimoni i diu que el nou testimoni és realment el seu marit. Arnaud és condemnat a mort.
Temps després, el jutge de Coras va venir a comunicar a Bertrande la seva pròpia absolució, tot i que l'Audiència estava convençuda de la seva duplicitat. Li pregunta el motiu del seu fals testimoni. Ella li confessa que l'Arnaud era un millor marit i un home millor que Martin, donant-los una bona vida junts. Aleshores, Coras li pregunta per què va canviar d'opinió a l'últim moment. Ella respon que havia vist als ulls de l'Arnaud que, veient-se perdut, volia que ella i els nens no fossin arrossegats a la seva caiguda.
Conduït a la forca, Arnaud esmena a Déu, al Rei i a la Justícia i demana perdó a totes les persones que la seva conducta hagi ofès. Una veu en off tanca el marc històric recordant que el magistrat protestant Jean de Coras va ser penjat davant del Parlament de Tolosa dotze anys més tard durant la Massacre del dia de Sant Bartomeu.

## Repartiment
- Gérard Depardieu: Martin Guerre (també conegut com Arnaud du Tihl)
- Nathalie Baye: Bertrande de Rols
- Bernard-Pierre Donnadieu: l'"autèntic" Martin Guerre
- Roger Planchon: Jean de Coras
- Maurice Jacquemont: jutge Rieux
- Isabelle Sadoyan: Catherine Boere
- Rose Thiéry: Raimonde de Rols
- Maurice Barrier: oncle Pierre Guerre
- Stéphane Péan: jove Martin
- Sylvie Méda: jove Bertrande
- Chantal Deruaz: Jeanne
- Valérie Chassigneux: Guillemette
- Tchéky Karyo: Augustin
- Dominique Pinon: Antoine
- Adrien Duquesne: Guerra Sanxi
- Neige Dolsky: Jacquemotte, el cec
- Daniel Giraud: el venedor ambulant
- André Chaumeau: el sacerdot
- René Bouloc: el mercenari
- Francis Arnaud: el marcat
- Philippe Babin: Jacques
- Jean-Claude Perrin: Nicolas
- Axel Bougousslavsky: el sabater

## Rodatge
La pel·lícula està rodada a l'Alta Garona, a Arieja (Balaguèras...) i als Pirineus Orientals.
Els llocs de rodatge als Pirineus Orientals són el Palau dels Reis de Mallorca a Perpinyà per a les escenes del judici i el Castell de Salses per a altres escenes.
Segons Dominique Besnehard, aleshores director de càsting, Didier Gentil va participar en el rodatge. Fins i tot suposadament va cometre violència contra el nen, Adrien Duquesne, que interpretava el fill de Nathalie Baye i Gérard Depardieu.

## Comentaris
El 1983, la pel·lícula va ser objecte d'una anàlisi d'alguns anacronismes assenyalats a la pel·lícula per un article d'una revista geogràfica.
Aquesta pel·lícula és citada a la novel·la Rabbit at Rest (1990 - Premi Pulitzer de ficció 1991) de John Updike com a font de reflexió que té el personatge Harry “Rabbit” Angstrom sobre el canvi d'identitat i de marit o dona.
El 2014, Daniel Vigne va fer un documental titulat Martin Guerre, Retour au village: aquest documental de 52 minuts torna, trenta anys després, a Balaguèras a Arieja on es va rodar part de la pel·lícula. Daniel Vigne ve a visitar els habitants del poble que, en la seva majoria, s'havien transformat en pagesos del segle XVI per la seva pel·lícula que els va retratar, així com els elements de escenografies des del lloc, a les pantalles de cinema. Un documental també en forma d'investigació de la memòria, una instantània rural d'avui des d'un poble de mitja muntanya.
El guió de la pel·lícula Sommersby, dirigida per Jon Amiel, està inspirat en aquesta notícia.

## Premis
- Nominada: Millor disseny de vestuari Premis Oscar (Anne-Marie Marchand)
- Nominat: premi BAFTA a la millor pel·lícula en llengua estrangera
- Guanyador: César al millor guió original (Jean-Claude Carriere, Daniel Vigne}
- Guanyador: César a la millor música (Michel Portal)
- Guanyador: César al Millor disseny de producció (Alain Negre}
- Nominat: César a l'actor més prometedor {Dominique Pinon)
- Nominat: Millor pel·lícula estrangera National Board of Review
- Guanyador: Millor actor National Society of Film Critics (Gérard Depardieu)
- Guanyador: Millor pel·lícula estrangera Kansas City Film Critics Circle